# Kościół Wszystkich Świętych w Głuszynie
Kościół Wszystkich Świętych – rzymskokatolicki kościół parafialny w Głuszynie. Świątynia należy do parafii Wszystkich Świętych w Głuszynie w dekanacie Namysłów wschód, archidiecezji wrocławskiej. Dnia 10 września 2014 roku, pod numerem A-219/2014, kościół został wpisany do rejestru zabytków województwa opolskiego.

## Historia kościoła
Pierwsza wzmianka o kościele w Głuszynie pochodzi z 1400 roku. Obecna świątynia została wybudowana w latach 1842-1844 w miejsce poprzedniego, drewnianego kościoła. Wnętrze świątyni ubogaca m.in.:
- barokowy ołtarz z XVIII wieku,
- chrzcielnica oraz
- rzeźba św. Anny Samotrzeciej[2].

## Organy
Obecne organy zbudowane zostały w 1844 roku. W księgach parafialnych jest zapisane, że pochodzenie instrumentu jest nieznane, jednak jego budowniczym jest Jakub Spiegel, co zapisane jest w książce "Der Orgelbau in Schlesien" autorstwa Ludwiga Burgemeistra.
Dyspozycja instrumentu:
| Manuał          | Pedał            |
| --------------- | ---------------- |
| 1. Flet 8'      | 1. Subbass 16'   |
| 2. Salicet 8'   | 2. Kwintadena 8' |
| 3. Flet 4'      |                  |
| 4. Pryncypał 4' |                  |
| 5. Oktawa 2'    |                  |

## Literatura
- Katalog zabytków sztuki w Polsce, t. VII, Województwo opolskie (red. T. Chrzanowski, M. Kornecki), zeszyt 7 (powiat namysłowski), Warszawa 1965.